# リー代数の随伴表現
リー代数の随伴表現（リーだいすうのずいはんひょうげん、英: adjoint representation of a Lie algebra）とは、リー代数 {\displaystyle {\mathfrak {g}}} の交換子を用いて定義されるリー代数から {\displaystyle {\mathfrak {gl}}({\mathfrak {g}})} への準同型写像のことをいう。

## 定義
{\displaystyle {\mathfrak {g}}} をリー代数とする。{\displaystyle x\in {\mathfrak {g}}} に対し {\displaystyle ad_{x}:{\mathfrak {g}}\to {\mathfrak {g}}} を
{\displaystyle ad_{x}(y)=[x,y]}
によって定める。このとき {\displaystyle ad_{x}} は線型変換であり、リー代数からベクトル空間へ準同型
{\displaystyle ad:{\mathfrak {g}}\to {\mathfrak {gl}}({\mathfrak {g}}),\quad x\mapsto ad_{x}}
をリー代数 {\displaystyle {\mathfrak {g}}} の随伴表現という。

## 性質
{\displaystyle x,y,z\in {\mathfrak {g}}} に対して、
{\displaystyle ad_{[x,y]}(z)=[ad_{x},ad_{y}](z)}。

## リー群の随伴表現との関係
リー群 {\displaystyle G} の単位元における接空間 {\displaystyle T_{e}G={\mathfrak {g}}} を {\displaystyle G} に付随するリー代数という。 {\displaystyle G} の随伴表現を {\displaystyle Ad} とすると、
{\displaystyle d(Ad)_{e}=ad:{\mathfrak {g}}\to {\mathfrak {gl}}({\mathfrak {g}})}
が成り立つ。